# بيدرو كالديرون دي لا باركا
بيدرو كالديرون دي لا باركا (بالإسبانية: Pedro Calderón de la Barca y Barreda González de Henao Ruiz de Blasco y Riaño)‏ عسكري وكاتب مسرحي وشاعر إسباني من العصر الذهبي الإسباني، وُلد في مدريد في 17 يناير 1600. كان والده دييغو كالديرون الأمين العام لمجلس الشؤون المالية ومكتب المحاسبة، ووالدته ماريا آنا هيناو من عائلة نبيلة ألمانية. وتأتي الحياة حلم والتي كتبها عام 1635 على قمة أعماله المسرحية. وتُوفي في مدريد في 25 مايو 1681.
كتب كالديرون نحو 200 مسرحية، منها ما يزيد على 70 مسرحية دينية. مسرحيته الحياة حلم (1635م)، تعتبر أكثر مسرحياته شهرة، تحاول استكناه غوامض المصير الإنساني، والصراع بين الإرادة الحرة والقدر المكتوب.
كما ألف مسرحيات مثل الراسم لعاره والجزاء من جنس العمل والسيدة الجنية وعمدة ثالاميا.

## روابط خارجية
- بيدرو كالديرون دي لا باركا على موقع IMDb (الإنجليزية)
- بيدرو كالديرون دي لا باركا على موقع الموسوعة البريطانية (الإنجليزية)
- بيدرو كالديرون دي لا باركا على موقع ميوزك برينز (الإنجليزية)
- بيدرو كالديرون دي لا باركا على موقع قاعدة بيانات برودواي على الإنترنت (الإنجليزية)
- بيدرو كالديرون دي لا باركا على موقع قاعدة بيانات برودواي على الإنترنت (الإنجليزية)
- بيدرو كالديرون دي لا باركا على موقع إن إن دي بي (الإنجليزية)
- بيدرو كالديرون دي لا باركا على موقع ديسكوغز (الإنجليزية)
- بيدرو كالديرون دي لا باركا على موقع قاعدة بيانات الفيلم (الإنجليزية)